# Røros (stacja kolejowa)
Røros – stacja kolejowa w Røros, w regionie Trøndelag, w Norwegii. Stacja znajduje się 399,5 km od Oslo S i około 628 metrów nad poziomem morza. Stacja obsługuje połączenia regionalne do Trondheim i Hamar. Stacja została otwarta w 1877 podczas otwarcia linii Rørosbanen.